# Харьковский историографический сборник
«Ха́рьковский историографи́ческий сбо́рник» — периодическое издание исторического факультета Харьковского национального университета имени В. Н. Каразина.
Издаётся с 1995 года один раз в год. Основную работу по подготовке сборника осуществляют преподаватели кафедры историографии, источниковедения и археологии. Сборник входит в перечень специализированных изданий по историческим наукам (Перечень ВАК 6.10.2010 (Бюллетень ВАК Украины. 2011. № 1)).
Первым главным редактором «Харьковского историографического сборника» был заведующий кафедрой профессор В. К. Михеев (выпуски 1—4). С 2002 года главным редактором является профессор С. И. Посохов. Сборник имеет международную редколлегию. Сегодня в состав редакционного совета сборника, в частности, входят такие известные историки и историографы как: А. Г. Болебрух, Л. А. Зашкильняк, В. П. Корзун, В. В. Кравченко, С. И. Маловичко, Т. Н. Попова, Л. П. Репина, М. Ф. Румянцева, А. А. Удод и др.
Сборник содержит статьи по актуальным проблемам истории и теории исторической науки и образования. Рассматриваются вопросы историографической терминологии, периодизации историографического процесса, категориального аппарата исторической науки, анализируется жизненный путь и творческое наследие известных учёных, организационное развитие исторической науки, особенности подготовки историков в прошлом и в настоящее время. Выпуски имеют тематическую направленность.
Сборник содержит постоянные рубрики:
- «Проблемы исторического образования»,
- «Документы и материалы»,
- «Воспоминания»,
- «Рецензии и обзоры».

В сборнике печатаются материалы международной конференции «Астаховские чтения», которая проходит на историческом факультете раз в два года.